# L'Étrange Destin de Wangrin
L'Étrange Destin de Wangrin, sous-titré Les Roueries d'un interprète africain, est un récit d'Amadou Hampaté Bâ, publié par l'Union générale d'éditions en 1973.

## Résumé
Ce récit romance les aventures entre 1900 et 1935 d'un ami de l'auteur, figure double, aventurier courageux et sournois, adversaire sans scrupule et vainqueur magnanime, qui se fraie le chemin de la fortune tant qu'elle ne tourne pas, dans l'Afrique-Occidentale française du début du XXe siècle. Pour dresser ce portrait, l'auteur a combiné la rigueur de la tradition orale malienne et des méthodes contemporaines d'ethnographie.

## Authenticité du récit
Par le caractère hautement rocambolesque de l'histoire, la précision extrême du récit, et les très nombreuses implications surnaturelles décrites (des pratiques animistes sont longuement exposées et les prédictions des chamanes s'avèrent toujours parfaitement correctes), des interrogations ont été posés quant à l'authenticité du récit[réf. nécessaire], accusant l'auteur d'avoir ajouté des éléments dramatiques pour donner du corps au texte. Dans une réédition de 1986, Amadou Hampaté Bâ revient sur ces points dans une postface de plusieurs pages, et insiste sur le fait que l'intégralité de ce qui est écrit dans le roman lui a été rapportée, soit par Wangrin lui-même, soit par des proches, amis, ennemis, ou personnes l'ayant fréquenté. L'auteur affirme ainsi avoir fait un travail biographique rigoureux, se contentant de lier et mettre dans l'ordre les différents témoignages qu'il a recueillis[réf. nécessaire].

## Accueil critique
Le récit reçoit le Grand prix littéraire d'Afrique noire l'année suivante, en 1974. 

## Éditions
- 10/18, coll. « Domaine étranger », 1973, rééd. 1999,  (ISBN 978-2264017581)